# Juan Álvarez (historietista)
Juan Álvarez Montalbán, Mazarrón (Murcia), 1960, es un dibujante de cómics español, creador de Los Mendrugos, Lucía, gabinete de sexología y otros personajes como Hera y sus cosas de bombera.

## Biografía
Comenzó su andar en el mundo del cómic dibujando historietas inspiradas en El Teniente Blueberry y Tintin en Mula, donde residió en su infancia.
A los 18 años viaja a Madrid, introduciéndose en el mundo de los dibujos animados, colaborando en series de la productora norteamericana Hanna Barbera y, más tarde, formando parte del equipo que realizó la serie infantil Don Quijote de la Mancha para TVE. Crea ilustraciones para el programa Vivir cada día de TVE y trabaja regularmente desde la capital para Diario de Murcia y La Quincena.
La Editora Regional de Murcia le encarga, en 1982, una versión en cómic del Estatuto de Autonomía de la Región de Murcia. Al año siguiente, colabora en la revista cultural El Pregonero. En diciembre gana el premio del concurso de la revista "1984". En 1985 es premiado en el programa de TVE Tablón de Anuncios. Ese mismo año conoce a su colorista Jorge Gómez, que le da una nueva dimensión cromática a sus historietas. En esta época, la obra de Juan Álvarez y Jorge G. pudo verse en las revistas TBO, Zona 84 y Totem. Tampoco abandona completamente el dibujo animado, realizando story boards para series alemanas (Benjamin Blünchen), canadienses (Babar) y estadounidenses. A finales de los 80, creó el personaje Frasco para la revista cultural Boca a boca y, poco después, junto a Vicente Tiburcio, Pacheco y los africanos en Esta Región. 
A mediados de los 90, crea el personaje Santi Boom, para el diario La Verdad, y Nacho Cubatas, para la revista de ocio Venga!. Desde entonces ha colaborado en publicaciones como Puta mili (con el personaje Capitana Diana), Crecer feliz, Penthouse, Interviú, Diario As, El Faro de Murcia (con el personaje Juanpa Tiño), Playboy (España), Dinero inteligente, Primera línea, DT y la versión italiana de Totem, entre otras.  Publicó en Playboy (versión USA), El Jueves (su personaje Lucía, gabinete de sexología), L'Echo des Savanes Francia) y, desde el verano de 2007, en la revista italiana Blue, Penthouse Cómix y Amaníaco. 
En 1990, la revista semanal El Jueves comenzó a publicar su personaje M.M. el loco del claustro, que en aquella época aparecía en el periódico Campus de la Universidad de Murcia; también empieza a realizar tiras para Diario 16. Un poco más tarde, en agosto de ese mismo año, crea Los Mendrugos, con el color de Jorge G..
Sin dejar las historietas periódicas para las revistas nacionales e internacionales en las que publica, en los últimos años hemos podido ver su trabajo en varios carteles y sitios web para entidades públicas y privadas, sobre todo regionales.
Miembro fundador de la Asociación de Amigos del Tebeo de la Región de Murcia (AATRM), participa activamente en las publicaciones y exposiciones del colectivo que tuvieron lugar en los años noventa. En la actualidad, continúa organizando talleres didácticos sobre la historieta y propiciando encuentros para divulgarla. Junto a Jorge G. coordina, para la Biblioteca Regional de Murcia y desde 2005, el ciclo anual de conferencias Hojeando cómics y, desde 2007, los Encuentros Internacionales de Cómic en Murcia denominados Cómic Corner, en los que se dan cita reconocidos creadores de la historieta y la animación. La edición de 2009 ha incluido una exposición de homenaje al dibujante Manfred Sommer y un libro catálogo con el que, además de completar esta actividad, los autores se estrenan como coordinadores de la nueva colección Cómic Corner de Ediciones Tres Fronteras.
Desde noviembre de 2009 dirige, junto a Jorge G. y la empresa A2 Comunicación, el evento anual "Murcia se remanga. El Salón del Manga de Murcia", con una importante apuesta por la cultura, en forma de conciertos, exposiciones, concursos y talleres, junto al manga y el anime.
Entre 2011 y 2016 dirige el Aula de Cómic de la Universidad de Murcia junto a Jorge G., organizando numerosos encuentros con autoras y autores en un ciclo denominado "Comicum", y gestionando un club de lectura de cómic. En 2013 se ha estrenado como diseñador y productor junto a su colega Jorge G. de una aplicación para móvil con la obra "Isaac Newton", concebida para que el usuario aprenda lúdicamente sobre ciencia, historia y también inglés.
En 2018 Juan Álvarez y su socio colorista Jorge Gómez vuelven a la revista El Jueves con un nuevo personaje e historieta semanal: Hera y sus cosas de bombera.
La labor pictórica de los dos autores se ha difundido en numerosas exposiciones, pudiendo destacarse: "Quotidianía Vistabellense" (2012), "Los mares del Sur(este) (2014),  "Una nueva mirada a Cartagena" (2015), "Mazarrón, azul y marrón" (2018), o "Mazarrón, luz del pasado" (2023). Tras estos trabajos concibieron en 2023 una exposición en la que introducían de modo humorístico a sus personajes en los grandes cuadros de la pintura universal. La exposición, bajo el título de "Encuentros", fue promovida y expuesta en el espacio "La fábrica del humor" de la Universidad de Alcalá.   
Además, han producido dos exposiciones recopilatorias de su trabajo en común. Así, en 2015 presentaron en Mula (Región de Murcia) "30 años dando disgustos". Y diez años después, en mayo de 2025 han inaugurado una exposición denominada "40 años ilustrando sonrisas" en tres espacios de Murcia (El Museo de los Molinos del Río, su Sala Caballerizas, y el Museo Ramón Gaya en donde recogen cien obras como síntesis de su trabajo en común durante cuarenta años (1985-2015).  

## Ediciones
- Los iberos de El Cigarralejo (Consejería de Educación y Cultura de la Región de Murcia y Ayuntamiento de Mula, 1998
- Los mendrugos, unos estudiantes de tebeo (Universidad de Murcia, 2003). (Con Jorge G.) Catálogo de una exposición recopilatoria de viñetas de estos personajes publicadas en El Jueves cuyo escenario es la Universidad de Murcia y especialmente sus bibliotecas, presentada en la Biblioteca General de la Universidad de Murcia y luego circulante por las bibliotecas de la Región de Murcia).
- Un poco de formalidad (Nausícaä, 2008)
- La Historia de Mazarrón (Ayuntamiento de Mazarrón, 2008) (con Jorge G.)
- Hemoman (Centro de Hemodonación de Murcia, 2007) (con Jorge G.)
- Historia de Torre Pacheco. Cómic (Ayuntamiento de Torre Pacheco, 2007) (con Jorge G.)
- MM, el loco del claustro (Ediciones de la Universidad de Murcia, 2010).
- 1968. Un año de rombos (Edicions De Ponent, 2012)
- Como peces en la red (Nuevo nueve, 2021)
- Sueños de tinta (Nuevo nueve, 2023)
- Las manos de Cupido: historietas cortas y sexy para la revista Playboy (con Jorge G) (Nuevo nueve, 2025)

Son numerosos los monográficos recopilatorios de sus personajes: Pepe Nalti (dos volúmenes), Pireo, Capitana Diana (un volumen), Los Mendrugos (cuatro volúmenes de la colección Pendones del humor, de El Jueves) y Lucía (un volumen, editado en 2004, en la misma colección), o el libro recopilatorio de Los Mendrugos que forma parte de la Luxury Gold Collection de El Jueves en 2008. 